# Lüyuan
Lüyuan är ett stadsdistrikt i Changchun i Jilin-provinsen i nordöstra Kina.